# Basiothia medea
Basiothia medea är en fjärilsart som beskrevs av Fabricius 1781. Basiothia medea ingår i släktet Basiothia och familjen svärmare. Inga underarter finns listade i Catalogue of Life.

## Bildgalleri

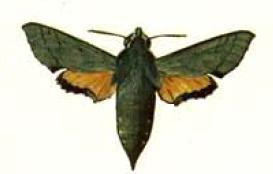
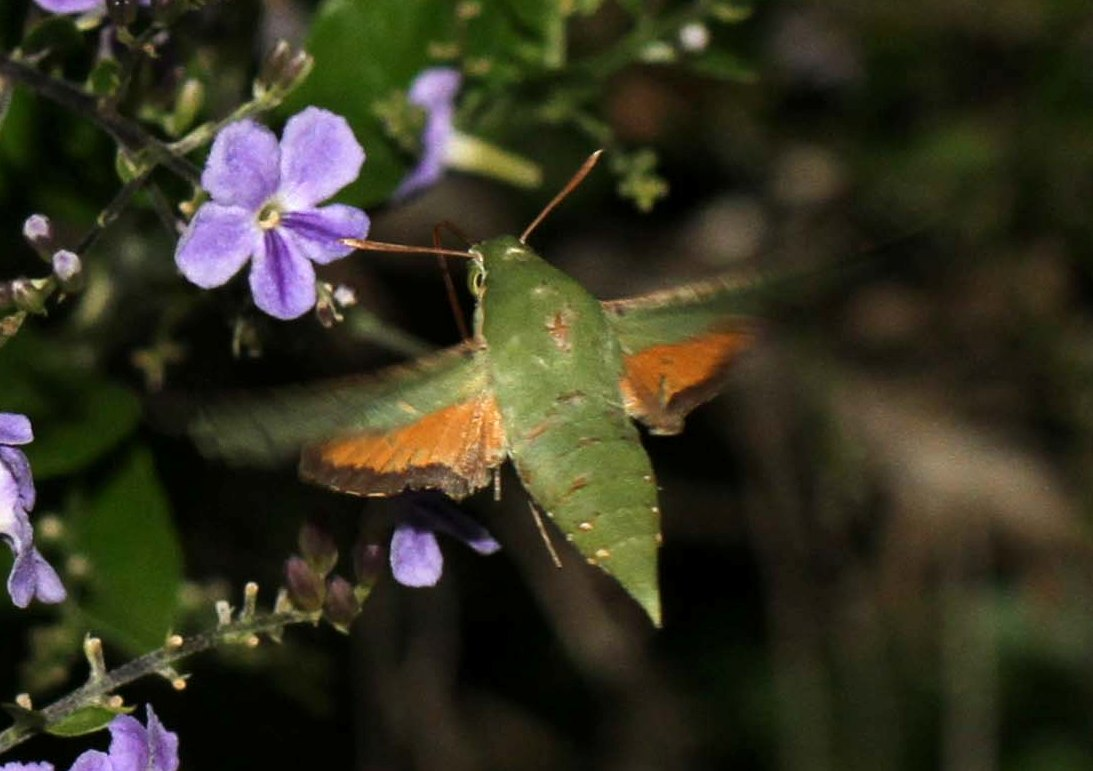